# Fred Hendriok
Fred Hendriok (* 14. Februar 1885 in Breslau als Alfred Paul Hugo Hendriok; † 22. Februar 1942 in Hamburg) war ein bedeutender Werbegrafiker und Illustrator.

## Leben und Werk

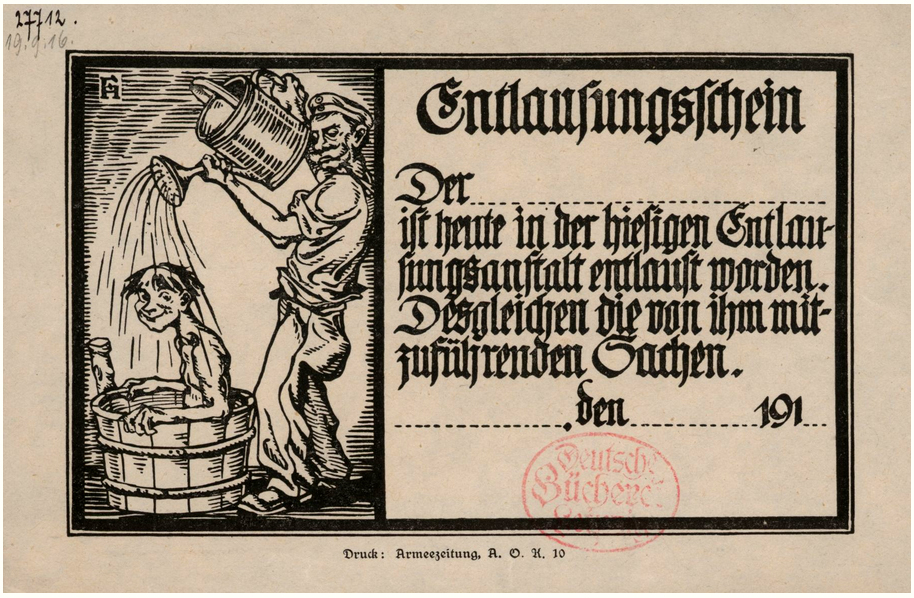
Entlausungsschein der Armeezeitung vom A. O. K. 10, mit einer Karikatur Hendrioks, um 1916

Nach einer künstlerischen Ausbildung und kurzer Berufstätigkeit als Kunstmaler wurde Fred Hendriok zu Beginn des Ersten Weltkrieges ins kaiserliche Heer eingezogen. Seinen Fähigkeiten gemäß setzte man ihn für die Feldpresse ein. Er sollte die Soldatenzeitung mit journalistischen Beiträgen und Illustrationen gestalten.
Nach Kriegsende arbeitete Hendriok in Hamburg als freier Grafiker. Er war Mitglied in diversen Künstlergruppen, darunter ab dem Gründungsjahr 1919 in der Hamburgische Sezession. Er trat 1920 nach einem großen internen Disput mit 13 anderen Mitgliedern wieder aus und in die Hamburgische Künstlerschaft ein. Seit 1918 war er mit der Kontoristin Paula Dora Toni Hutzfeld verheiratet. Des Weiteren war er Mitglied der Hamburger Freimaurerloge Ferdinande Caroline.
In den zwanziger und dreißiger Jahren des 20. Jahrhunderts hatte Hendriok als Werbegrafiker großen Erfolg. Damals wie heute führende Firmen ließen sich ihre Werbelogos und Produktverpackungen von Hendriok entwerfen (z. B. Beiersdorf AG, Camel (Zigarettenmarke), Hamburgische Electricitäts-Werke). Das Etikett für Kühne-Senf geht – nur leicht verändert – auf den Entwurf von Hendriok zurück.
Trotz auftragsgebundener Arbeit ist hinter allen Entwürfen Hendrioks dessen persönliche Handschrift zu erkennen. Die aus der Karikatur stammende Strichführung, die Farben, die Qualität der plakativen Gestaltung und die oftmals humoristische Note sind Charakteristika seiner Arbeiten.
Sein Renommee als Werbegrafiker verschaffte ihm auch Aufträge als Wandgestalter. Unter anderem bemalte er 1937 mehrere Wände eines Cafés. Bewusst bezog er die Wirkung auf die Zielgruppe in seine Entwürfe mit ein. In einem Interview mit dem Feuilletonisten Hugo Sieker legte er dar, wie wichtig es für die Bildwirkung sei, wo die Gemälde im Café hingen, wie die Beleuchtung sei und wie dicht die Cafébesucher an die Kunstwerke herankommen konnten.
Ein weiteres Betätigungsfeld stellten Illustrationen und Texte für Hamburger Zeitungen dar.
Obwohl schon über fünfzig, musste auch Hendriok im Zweiten Weltkrieg zur Wehrmacht.

## Werke
- Im Museum für Kunst und Gewerbe in Hamburg befinden sich Werke von Hendriok.